# 過塩素酸ナトリウム
過塩素酸ナトリウム（かえんそさんナトリウム、sodium perchlorate）は、化学式 NaClO4 で表される無機化合物である。

## 性質
水によく溶け、潮解性がある。アルコールにもよく溶ける。一水和物(CAS 7791-07-3)は、融点130℃である。

## 製法
塩素酸ナトリウムの電気分解により生成する。

## 用途
工業的には他の過塩素酸塩の製造に用いられる。過塩素酸塩の中でもナトリウム塩は水への溶解度が高いため、濃厚水溶液に塩化カリウムや塩化アンモニウムを加えると複分解により過塩素酸カリウムや過塩素酸アンモニウムが析出する。
実験室ではカオトロピック試薬として、たとえば核酸抽出などに利用される場合がある。

## 法規制
GHSにおける酸化性固体（区分2）に該当し、各国で貯蔵や運搬に規制がある（国連番号1502）。日本では船舶安全法や航空法によってGHSに基づく規制があり、また消防法に基づく危険物第1類に指定されている。